# Xue Yuyang
Xue Yuyang (chiń. 薛玉洋, pinyin Xuē Yùyáng; ur. 4 października 1982) – koszykarz chiński.

## Kariera
Xue został wybrany z 57 numerem draftu NBA w 2003 roku, do Dallas Mavericks po czym został wymieniony do Denver Nuggets, jednak w NBA nigdy nie zagrał. Karierę zaczynał w CBA (China Basketball Association), został debiutantem roku, zdobywając 8 punktów i 5 zbiórek, grał wtedy dla Jilin Northeast Tigers. W przyszłym sezonie przeprowadził się do Hong Kong Flying Dragons, gdzie notował 21 punktów (15 w lidze), 8 zbiórek (12 w lidze), i 1 blok który dał mu 8 miejsce w klasyfikacji. W sezonie 2005/06 grał dla Xinjiang Flying Tigers.